# Unionville (Missouri)
Unionville è un comune degli Stati Uniti d'America, situato nello Stato del Missouri, nella contea di Putnam, della quale è il capoluogo.